# Região industrial de Hanshin
A região industrial de Hanshin (阪神工業地帯, Hanshin Kōgyō Chitai) é uma das maiores regiões industriais do Japão. Seu nome vem da leitura on do kanji usado para abreviar os nomes de Osaka (大阪) e Kobe (神戸), as duas maiores cidades na megalópole.
O PIB da área (Osaka e Kobe) é de $ 341 bilhões, uma das regiões mais produtivas do mundo.